# The One I Gave My Heart To
"The One I Gave My Heart To" är en R&B-ballad framförd av den amerikanska tonårssångerskan Aaliyah, komponerad av Diane Warren, Daryl Simmons och Guy Roche till Aaliyahs andra studioalbum One in a Million (1996).
Framföraren i "The One I Gave My Heart To" undrar hur samma person som hon gav sitt hjärta till kunde såra henne så mycket. Låten innehåller en jämn basgång, stråkinstrument och piano. Spåret släpptes som den sjätte och sista singeln från sångerskans album den 16 september 1997. Singeln debuterade på USA:s Billboard Hot 100 den 4 oktober 1997. Där klättrade låten till en 9:e plats. "The One I Gave My Heart To" hade även framgång på USA:s R&B-lista Hot R&B/Hip-Hop Songs där den nådde en åttonde plats. Detta gjorde följaktligen spåret till den framgångsrikaste singeln utgiven från One in a Million och en av Aaliyahs största hits vid tidpunkten. Låten nådde även topp-trettio i Storbritannien där den gavs ut som dubbel-A-sida med föregående singel "Hot Like Fire". Den 21 oktober certifierades singeln med en guldskiva av RIAA.
Musikvideon till singeln regisserades av Darren Grant.

## Format och innehållsförteckning
| - Amerikansk / Brittisk dubbel-A-sida (CD-singel) 1. "The One I Gave My Heart To" (radio mix) - 3:54 2. "Hot like Fire" (album version) - 4:23 3. "Hot like Fire" (Timbaland's Groove mix) - 4:35 4. "Hot like Fire" (Feel My Horns mix) - 4:37 5. "Hot like Fire" (Main mix instrumental) - 4:22 6. "Death of a Playa" (featuring Rashad) - Amerikansk dubbel-A-sida 1. "The One I Gave My Heart To" (Radio Mix) - 3:53 2. "Hot Like Fire" (Album Version) - 4:23 | - Amerikansk dubbel-A-sida' 1. "The One I Gave My Heart To" (Soul Solution club mix) 2. "The One I Gave My Heart To" (Soul Solution dub) 3. "One in a Million" (Nitebreed Mongolidic mix) 4. "One in a Million" (Geoffrey's House mix) 5. "One in a Million" (Armand's Drum n' Bass mix) 6. "One in a Million" (Wolf-D Big Bass mix) 7. "One in a Million" (Nitebreed dub) |

## Listor
| Lista (1997/1998)                           | Topp position |
| ------------------------------------------- | ------------- |
| Hollands singellista                        | 74            |
| Nya Zeelands RIANZ                          | 28            |
| Storbritanniens UK Singles Chart            | 30            |
| Amerikanska Billboard Hot 100               | 9             |
| Amerikanska Billboard Hot R&B/Hip-Hop Songs | 8             |
| Amerikanska Billboard Dance/Club Play Songs | 18            |

| Vid årets slut (1997)         | Position |
| ----------------------------- | -------- |
| Amerikanska Billboard Hot 100 | 78       |
| Vid årets slut (1998)         | Position |
| Amerikanska Billboard Hot 100 | 86       |